# GSC4279-2563
GSC4279-2563 — хімічно пекулярна зоря спектрального класу A5, що має видиму зоряну величину в смузі V приблизно 10,3.